# Kallé Soné
Kallé Soné Masué (Limbé, 5 dicembre 1982) è un ex calciatore camerunese, di ruolo attaccante.

## Carriera
Nella stagione 2002-2003 esordisce in prima squadra con il Vitesse, con cui già aveva giocato nelle giovanili l'anno precedente, collezionando una presenza in Coppa UEFA e 12 partite e 3 reti in Eredivisie; rimane in squadra anche nella stagione successiva, nella quale non scende mai in campo. Passa quindi agli israeliani dello Bnei Sakhnin, con cui disputa 11 partite nella prima divisione locale; torna quindi in patria, ai Kumba Lakers, dove rimane per una stagione. Inizia la stagione 2006-2007 all'Unirea Urziceni, con cui disputa 6 partite nella prima divisione rumena per poi essere ceduto a stagione in corso al Câmpina, club delle serie minori rumene. Passa quindi all'Otopeni, nella seconda divisione rumena: rimane in squadra fino alla prima parte della stagione 2011-2012, giocando sempre in seconda divisione tranne che nella stagione 2008-2009, nella quale realizza una rete in 15 presenze in prima divisione. Successivamente tra il 2011 ed il 2013 gioca per 2 anni in prima divisione in Malaysia con Sarawak e successivamente Kuala Lumpur.